# Ray Warleigh
Ray Warleigh (* 28. September 1938 in Sydney; † 21. September 2015) war ein australischer Jazzsaxophonist und -flötist.

## Leben und Wirken
Warleigh begann, angeregt von Paul Desmond, Ende der 1950er Jahre professionell Jazzmusik zu spielen. 1960 kam er nach England, wo er zunächst mit Michael Gibbs und Alexis Korner, später mit Tubby Hayes, Humphrey Lyttelton, Ronnie Scott und Mike Westbrook arbeitete. 1968 veröffentlichte er sein erstes eigenes Album unter dem Titel Ray Warleigh’s First Album (mit Gordon Beck, Terry Cox, Dave Goldberg, George Kish, Kenny Napper, Ronnie Stephenson).
Als Sideman wirkte Warleigh an Aufnahmen von Long John Baldry, Nick Drake, John Mayall, Champion Jack Dupree, Annette Peacock, Beaver Morrison und Georgie Fame mit und war in den 1970er Jahren Mitglied des Spontaneous Music Ensemble von John Stevens. Außerdem arbeitete er mit dem Gitarristen Allan Holdsworth, war Mitglied der Latinband Paz, leitete eine Band mit Tommy Chase und nahm eigene Alben auf. 1979 nahm er mehrere Titel in Quartettbesetzung mit Geoff Castle, Ron Mathewson und Bryan Spring auf. In den 1980er-Jahren spielte er u. a. mit dem WDR-Rundfunkorchester und der Bigband von Charlie Watts, dem Schlagzeuger der Rolling Stones. In den 1990er Jahren arbeitete er weiter mit eigenem Quartett und spielte Aufnahmen mit Kenny Wheeler und dem klassischen Komponisten Gavin Bryars ein.
Mit dem Album Rue Victor Massé, erschienen auf dem Label Psi, schaffte er es in die Auswahl der CDs des Jahres 2009 der Zeitschrift The Wire. Auch wirkte er im London Improvisers Orchestra.

## Lexigraphische Einträge
- Ian Carr, Digby Fairweather, Brian Priestley: Rough Guide Jazz. Der ultimative Führer zur Jazzmusik. 1700 Künstler und Bands von den Anfängen bis heute. Metzler, Stuttgart/Weimar 1999, ISBN 3-476-01584-X.